# Lake Mills (Iowa)
Lake Mills és una població dels Estats Units a l'estat d'Iowa. Segons el cens del 2000 tenia 2.140 habitants.

## Demografia
Segons el cens del 2000, Lake Mills tenia 2.140 habitants, 957 habitatges, i 580 famílies. La densitat de població era de 317,8 habitants/km².
Dels 957 habitatges en un 27,1% hi vivien nens de menys de 18 anys, en un 48,3% hi vivien parelles casades, en un 8,9% dones solteres, i en un 39,3% no eren unitats familiars. En el 36,6% dels habitatges hi vivien persones soles el 18,2% de les quals corresponia a persones de 65 anys o més que vivien soles. El nombre mitjà de persones vivint en cada habitatge era de 2,15 i el nombre mitjà de persones que vivien en cada família era de 2,78.
Per edats la població es repartia de la següent manera: un 21,9% tenia menys de 18 anys, un 7,7% entre 18 i 24, un 24% entre 25 i 44, un 23,1% de 45 a 60 i un 23,4% 65 anys o més.
L'edat mediana era de 43 anys. Per cada 100 dones de 18 o més anys hi havia 80,5 homes.
La renda mediana per habitatge era de 33.723 $ i la renda mediana per família de 50.345 $. Els homes tenien una renda mediana de 31.898 $ mentre que les dones 25.094 $. La renda per capita de la població era de 19.155 $. Entorn del 6% de les famílies i el 8,9% de la població estaven per davall del llindar de pobresa.

## Poblacions més properes
El següent diagrama mostra les poblacions més properes.